# Gospodinovo
Gospodinovo (bulgariska: Господиново) är ett distrikt i Bulgarien.   Det ligger i kommunen Obsjtina Bjala och regionen Oblast Varna, i den östra delen av landet, 400 km öster om huvudstaden Sofia.
I omgivningarna runt Gospodinovo växer i huvudsak lövfällande lövskog. Runt Gospodinovo är det ganska glesbefolkat, med 24 invånare per kvadratkilometer.